# Nomada bonaerensis
Nomada bonaerensis är en biart som beskrevs av Holmberg 1886. Nomada bonaerensis ingår i släktet gökbin, och familjen långtungebin. Inga underarter finns listade i Catalogue of Life.